# Charles Dupérier
Pour les articles homonymes, voir Dupérier.
Charles Dupérier, né le 31 janvier 1632 à Aix-en-Provence et mort à Paris le 27 mars 1692, est un poète français néolatin.

## Biographie
Il vint à Paris, se lia avec Gilles Ménage, Nicolas Rapin, Dominique Bouhours. Il s'appliqua aux vers latins, et réussit surtout dans l'ode. Ménage le nomme le prince des poètes lyriques de son temps. Il fut mis au nombre des auteurs qui formaient la Pléiade.
Dupérier était neveu de François Dupérier, à qui François de Malherbe adressa une de ses plus belles odes, celle qui commence par ce vers : « Ta douleur, Dupérier, sera donc éternelle ».

## Source
Cet article comprend des extraits du Dictionnaire Bouillet. Il est possible de supprimer cette indication, si le texte reflète le savoir actuel sur ce thème, si les sources sont citées, s'il satisfait aux exigences linguistiques actuelles et s'il ne contient pas de propos qui vont à l'encontre des règles de neutralité de Wikipédia.